# NGC 41
NGC 41 é uma galáxia espiral (Sc) localizada na direcção da constelação de Pegasus. Possui uma declinação de +22° 01' 26" e uma ascensão recta de 0 horas, 12 minutos e 48,0 segundos.
A galáxia NGC 41 foi descoberta em 30 de Outubro de 1864 por Albert Marth.